# 奧列爾 (大米海利夫卡區)
47°1′18″N 29°46′34″E / 47.02167°N 29.77611°E
奧雷爾（烏克蘭語：Орел）是位於烏克蘭西南部的村莊，由敖德萨州羅茲季利納區的大普洛斯凱市鎮負責管轄。該村始建於1920年，面積0.37平方公里，海拔高度171米，2001年人口142，人口密度每平方公里383.78人。